# Albert Burditt
Albert Lajuane Burditt (Austin, 15 maggio 1972) è un ex cestista statunitense, professionista in Europa e in Sudamerica.

## Carriera
È stato selezionato dagli Houston Rockets al secondo giro del Draft NBA 1994 (53ª scelta assoluta).

## Palmarès
- CBA All-Rookie First Team (1995)